# Sather Gate and Bridge

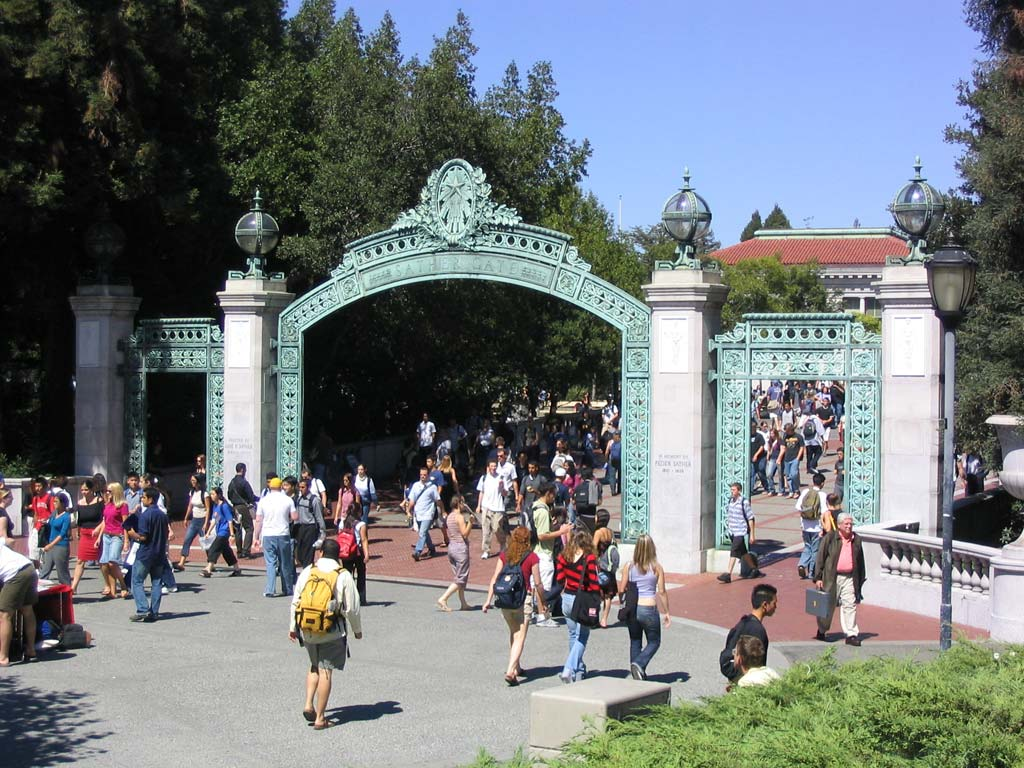
Sather Gate

Die Sather Gate and Bridge, ein bekanntes Symbol der Universität von Kalifornien in Berkeley im Süden des Campus gelegen, trennt die Sproul Plaza von der Brücke über den Strawberry Creek, welche zum Zentralbereich des Campus führt. Das Tor, im Jahr 1919 fertiggestellt, wurde von Jane K. Sather, einer Gönnerin der Universität, zum Andenken an ihren Ehemann Peder Sather gestiftet.
Entworfen wurde das Tor von John Galen Howard. Am Torbogen wurden 8, von Professor Earl Cummins entworfene Flachrelief-Figuren angebracht: 4 nackte Männer, die die Disziplinen Jura, Medizin, Philosophie und Bergbau repräsentieren und 4 nackte Frauen, die die Disziplinen Agrarwissenschaften, Architektur, Kunst und Elektrotechnik verkörpern. Wegen Erregung öffentlichen Ärgernisses mussten die Figuren alsbald aber wieder entfernt werden. 67 Jahre später wurden sie jedoch wiederentdeckt und neu installiert.
Ursprünglich war das Sather Gate Endpunkt der Telegraph Avenue und als südlicher Eingang zum Campus der Universität gedacht. Die Universität expandierte später jedoch in südliche Richtung über den Strawberry Creek hinaus, so dass die Sproul Plaza heute die Stadt Berkeley vom Sather Gate trennt.
Das Tor ist California Historic Landmark Nr. 946. Am 25. März 1982 wurde Sather Gate and Bridge als Bauwerk in das National Register of Historic Places eingetragen.